# Klimkovice
Klimkovice település Csehországban, Ostrava városi járásban. Klimkovice Vřesina, Čavisov, Ostrava, Olbramice, Jistebník és Bravantice településekkel határos. Lakosainak száma 4536 fő (2024. január 1.).

## Népesség
A település lakosságának változását az alábbi diagram mutatja:
| Lakosok száma | 2531 | 2979 | 3399 | 3495 | 3551 | 4165 | 4399 | 4468 | 4306 | 4536 |
|               | 1869 | 1900 | 1921 | 1961 | 1980 | 2011 | 2016 | 2019 | 2021 | 2024 |